# Център на София
Центърът на София е част от София, столицата на България, включваща географският център на града, неговото историческо ядро, основните местни и национални държавни институции и много от неговите исторически и културни забележителности.

## История
Основна статия: История на София
Предполага се, че най-ранното заселено място в София, и оттам развитието на античната крепост и град Сердика, е било около все още функциониращия Софийски минерален извор.
Средновековна София се е развивала основно в северозападната част на модерния център.
Територията на града от времето на обявяването на София за столица на България през 1879 година се приема за „Исторически център на София“, или „Стара София“, и обхваща територията заключена в рамките на булевардите Сливница, Христо Ботев, Патриарх Евтимий, Васил Левски и Цар Освободител, и улица Георги Раковски.
След Освобождението градът е развит основно на запад, но и на изток, юг и север. Тогава административният център на столицата е изместен на днешното му място, около Народното събрание. Същевременно с развитието на града са унищожени и продължават да се унищожават множество от нейните древни и средновековни паметници, духовни бисери и сгради значими за града. Този процес на унищожение на историческите паметници започва от кмета Димитър Петков (1888 г. – 1893 г.), продължава по време на социалистическото строителство през 50-те години на ХХ век, както и в наши дни.

## Разположение
Модерният център на София си няма официално име, като най-често е описван като „София – централна градска част“ или „Идеален център“. Това е градоустройствената зона Ц (Ц1, Ц2 и Ц3) на града планирана и строена приблизително до около 1908 – 1915 година. Не спадат към него новоприсъединили се към града по това време села, в частност Подуяне.
Това е територията оградена от:
- на юг: бул. Пенчо Славейков;
- на югозапад: ул. Йоаким Кърчовски, ул. Добруджански край, ул. Осогово, бул. Александър Стамболийски;
- на запад: бул. Константин Величков, ул. Пиротска и бул. Инж. Иван Иванов;
- на северозапад: бул. Сливница, ул. Димитър Петков, ул. Илийчо П. Илиев, ул. Враня, ул. Опълченска, ул. Кавала, ул. Странджа;
- на север: бул. Мария-Луиза и Централна гара, около ул. Веслец и ул. Клокотница, ул. Козлодуй, ул. Константин Стоилов;
- на североизток: Сточна гара, бул. Данаил Николаев), ул. Проф. Милко Бичев;
- на изток и югоизток: бул. Евлоги и Христо Георгиеви.

Въпреки че е отделен квартал, Докторски паметник попада в централната част на града, докато съседния на него кв. Оборище е извън нея. Вече бившият квартал Владимир Заимов също е част от центъра на града.
Към този ранен период в началото на 20 век различните квартали (махали) в града са имали имена, които са се оформили преди и след Освобождението. С разрастването на града и оформянето на нови градски райони и централна градска част, наименованията на тези квартали започват да се използват и познават все по-малко. Въпреки това, имената на някои от тях все още се използват в ежедневието, както и по повод административни и градоустройствени теми и документи в общински и други администрации. Сред тези квартали, част от Центъра са:
- Баш-чешма
- Буката (югоизточно от Руски паметник)
- Драз махала (североизточно от Лъвов мост, „Каруцарската махала“ до Сточна гара)
- Еврейски герен (днешната Зона Б-5)
- Куру-чешме
- Кюлуците (източно от ул. Георги Раковски и северно от бул. Дондуков, западно от бул. Васил Левски, южно от бул. Сливница)
- Лигина махала
- Перловец
- Хамбарите
- Черната джамия (около църквата Св. Седмочисленици)
- Чир махла
- Юч Бунар (Три кладенци)(западно от бул. Христо Ботев)

Основни точки и забележителности по тази периферия са НДК, Александровска болница, Баня Мадара, Петте кьошета, Руски паметник, пл. Македония, пл. Възраждане, храм Свети Николай Софийски, Женски пазар, Централна гара София, Лъвов мост, пл. Сточна гара, Паметник на Васил Левски, парк Заимов и Военна академия, Орлов мост, Борисова градина, Национален стадион „Васил Левски“.
Центърът на София е пъзел от разместени отделни по-малки зони с правилни перпендикулярни квартали и улици, съчетани с разположена под формата на паяжина система от булеварди (с изключение на северозападната му част), така че булевардите или сочат към централната точка (площад Св. Неделя) или я заобикалят в концентрични кръгообразни посоки, представлявайки вътрешни и външни околовръстни, окръжни шосета. Много от булевардите ограждащи днешния център са носили името Окръжно шосе (Околовръстен път), като бул. Пенчо Славейков и бул. Константин Величков.
Географския център на този район е катедралният храм Св. Неделя, от чийто площад тръгват в различни посоки три основни булеварда – Витоша на юг, Мария Луиза на север и Ал. Стамболийски на запад. В непосредствена близост до Св. Неделя е пл. Независимост, на който се намират Министерски съвет, Президентството и Партийният дом. От този площад започват другите три основни софийски пътни артерии – булевардите Цар Освободител на югоизток (по него са и основната част от т.нар. жълти павета), Ал. Дондуков на североизток и Тодор Александров на запад.
В централната част на София могат да се намерят също катедралния храм Света Неделя, Народното събрание, Храм-паметник „Свети Александър Невски“, Софийска синагога, Софийския университет, Националната библиотека, Национална художествена галерия в сградата на Царския дворец, Национална галерия за чуждестранно изкуство, Софийската Баня Баши джамия, както и Софийската минерална баня, разположена до централния минералния извор около който се предполага, че е била основана антична София. В центъра могат да се видят голям брой антични сгради и съоръжения, и останки от такива, като например ротондата Свети Георги (IV век), базиликата Света София (IV – VI век), Софийски римски амфитеатър (II – III век), и множество други останки от Сердика, като източната и западната порти на древната крепост (II – VI век).
Поради близостта си до централната част и ранното застрояване някои съседни квартали и жилищни комплекси са смятани за част от т.нар. „Широк Център“ (разговорно понятие без ясна дефиниция), като повечето към днешна дата попадат в платените зони за паркиране на града. Такива са Лозенец (Долен Лозенец), Иван Вазов, Крива река, Зоните (Зона Б-5, Зона Б-5-3, понякога и Зона Б-18, Зона Б-19), западната част на Банишора (източната част е част от центъра), Оборище (около ул. Оборище), Яворов (около ул. Цар Иван Асен II).